# Battaglia di Bautzen
La battaglia di Bautzen fu combattuta durante la guerra della sesta coalizione in Sassonia dal 20 al 21 maggio 1813. Alla battaglia parteciparono l'esercito francese e i suoi alleati, comandati personalmente dall'imperatore Napoleone Bonaparte, e gli eserciti coalizzati di Impero russo e Regno di Prussia guidati rispettivamente dai generali Peter Wittgenstein e Gebhard Leberecht von Blücher.
Dopo l'inconcludente battaglia di Lützen, l'armata coalizzata di Wittgenstein si attestò su una solida posizione difensiva dietro il fiume Sprea nei dintorni di Bautzen. Napoleone, in schiacciante superiorità numerica, progettò un vasto piano per accerchiare l'armata nemica e annientarla in una battaglia campale, ma il suo piano non funzionò a dovere: mentre il corpo centrale della Grande Armata teneva impegnate le forze russo-prussiane con una serie di attacchi frontali, i corpi d'armata del maresciallo Michel Ney e del generale Jacques de Lauriston tentarono di aggirarne il fianco provenendo da nord, ma fraintendimenti di ordini, ritardi degli spostamenti e attacchi a posizioni inutili fecero fallire la manovra.
Napoleone si assicurò la vittoria, ma i coalizzati poterono ritirarsi in buon ordine facendo mancare all'imperatore quel successo definitivo che stava cercando.

## Antefatti

### L'inconcludente battaglia di Lützen
La catastrofica sconfitta patita da Napoleone Bonaparte nella sua campagna di Russia alla fine del 1812 portò a rapidi rivolgimenti nella sfera di influenza del Primo Impero francese.
Mentre le armate russe avanzavano in Polonia all'inseguimento della Grande Armata in ritirata, il Regno di Prussia, un riluttante alleato della Francia, si sollevò contro Bonaparte: il trattato di Kalisz del 7 febbraio 1813 segnò formalmente l'alleanza tra Alessandro I di Russia e Federico Guglielmo III di Prussia, e le armate russo-prussiane iniziarono ben presto a ricacciare i francesi dalle loro posizioni difensive allestite sul fiume Elba. L'obiettivo dei coalizzati si spostò quindi a sud della Prussia: il Regno di Sassonia era un elemento chiave della Confederazione del Reno filo-francese, perno del controllo della Francia sulla Germania, e fu per questo invaso dai russo-prussiani. L'esercito della Sassonia era stato in gran parte distrutto durante la campagna di Russia, e la capitale sassone di Dresda fu occupata senza colpo ferire il 27 marzo 1813 mentre il re Federico Augusto I fuggiva a Praga sotto la protezione dell'Austria. I coalizzati tuttavia sprecarono il vantaggio acquisito perdendo tempo in discussioni su come procedere con la campagna, dando modo a Napoleone di scatenare il contrattacco.
Dopo aver consolidato la sua base di potere in Francia, Napoleone aveva faticato non poco per ricostruire la sua armata rimpinguandone i ranghi di coscritti francesi, unità richiamate dal teatro di guerra della Penisola iberica e truppe di sempre più diffidenti alleati tedeschi e italiani; i ranghi non erano ancora completamente formati, ma un importante successo bellico avrebbe intimidito l'Austria (che stava dando preoccupanti segni di intesa con Russia e Prussia) e consolidato il controllo francese della Germania, e pertanto Napoleone sferrò il suo contrattacco in Sassonia ai primi di maggio 1813 avanzando oltre il fiume Saale. La mossa di Napoleone portò alla battaglia di Lützen il 2 maggio: sotto gli occhi dei monarchi coalizzati, l'armata russo-prussiana agli ordini del generale russo Peter Wittgenstein contrattaccò i francesi avanzati oltre il Saale ma fu infine battuta e costretta a ritirarsi. Lützen fu tutto tranne che il successo decisivo ricercato da Napoleone, che quindi si gettò all'inseguimento del nemico.

### Il cammino verso la battaglia

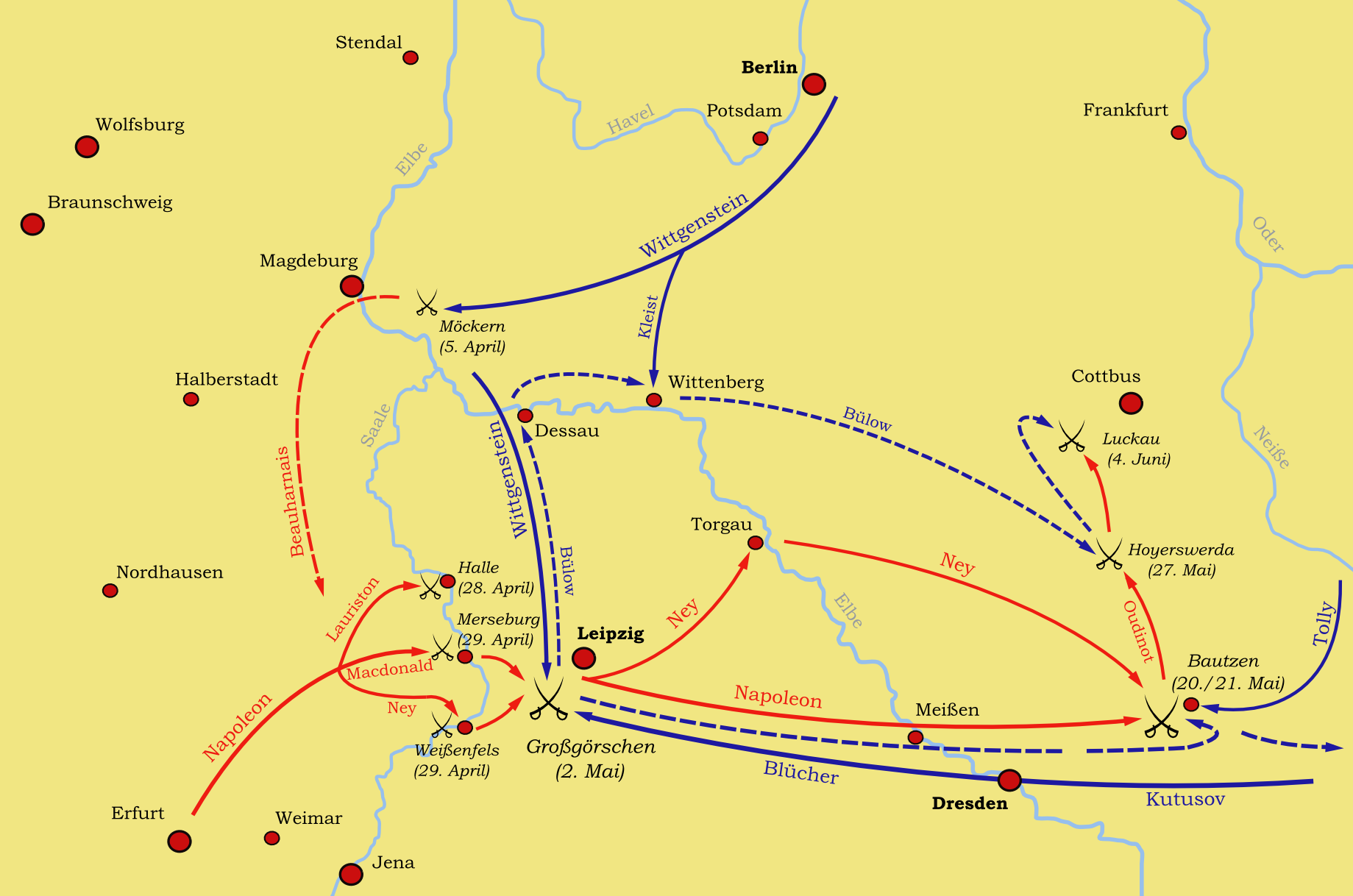
Principali movimenti delle opposte forze durante la campagna di Germania del maggio-giugno 1813: in rosso i movimenti dei francesi, in blu quelli dei coalizzati

L'esercito coalizzato lasciò il campo di battaglia di Lützen la sera del 2 maggio ripiegando verso est. I monarchi alleati erano intenzionati a continuare a dare battaglia, ma con l'iniziativa tornata in mano a Napoleone Wittgenstein voleva invece portare la sua armata al sicuro sulla riva destra dell'Elba, per dirigere poi in Slesia incontro ai rinforzi russi in arrivo dalla Polonia; le truppe russe di Wittgenstein, con aggregate le unità prussiane del generale Gebhard Leberecht von Blücher per un totale di circa 78000 uomini, diressero quindi agli attraversamenti sull'Elba a Dresda e Meißen, mentre un corpo di 30000 truppe prussiane sotto il generale Friedrich Wilhelm von Bülow, schierato sul basso corso del Saale e non impegnato a Lützen, varcò l'Elba a Roßlau dirigendo a nord a protezione di Berlino. Una seconda forza prussiana più piccola, 5000 uomini al comando del generale Friedrich von Kleist, gravitava nella zona tra Torgau e Meißen per mantenere i collegamenti tra le forze di Bülow a nord e quelle di Wittgenstein e Blücher a sud.
Napoleone era poco lontano: la carenza di cavalleria dovuta alle gravi perdite patite in Russia aveva impedito quel serrato inseguimento che spesso aveva trasformato le vittorie campali napoleoniche in grandi trionfi, e le inesperte fanterie francesi dovettero muovere a tappe forzate per tenere dietro al nemico. Il corpo principale francese agli ordini diretti di Napoleone, pari a circa 70000 uomini della Guardia imperiale e dei corpi d'armata dei marescialli Auguste Marmont, Nicolas Charles Oudinot, Étienne Macdonald e del generale Henri Gatien Bertrand, inseguì il nemico in ritirata da Lützen in direzione est verso Dresda, con il corpo distaccato del generale Jacques de Lauriston (circa 29000 uomini) diretto invece a Meißen alla caccia delle forze di Kleist di cui non era chiara la collocazione; il maresciallo Michel Ney, con circa 45000 uomini del suo corpo d'armata e dei corpi del maresciallo Claude-Victor Perrin e del generale Horace Sébastiani (ancora in marcia dalla Francia), doveva muovere verso nord in direzione di Torgau e Wittenberg, incorporare i resti dell'esercito sassone asserragliati nella stessa Torgau e marciare quindi alla volta di Berlino.
Il 7 maggio Wittgenstein aveva portato le sue truppe oltre l'Elba; l'intenzione del generale russo era quella di dare battaglia ai francesi mentre erano impegnati a valicare il grande fiume, ma fu anticipato: l'8 maggio l'avanguardia di Napoleone, il corpo di Macdonald, catturò di slancio Dresda e i suoi ponti sull'Elba lasciati intatti, mentre più a nord Lauriston occupò Meißen dopo aver piegato una debole resistenza. Il 9 maggio forze russe agli ordini del generale Michail Andreevič Miloradovič contrattaccarono la testa di ponte stabilita dai francesi a Übigau vicino a Dresda, ma furono respinte dall'inteso fuoco d'artiglieria consentendo ai pontieri francesi di lanciare ulteriori ponti di barche oltre il corso del fiume. Nel frattempo, il 7 maggio Ney era arrivato a Torgau dove però il comandante dell'esercito sassone generale Johann von Thielmann, lasciato privo di ordini, si rifiutò di aprirgli le porte della fortezza; adirato dalla notizia, Napoleone inviò un ultimatum al re Federico Augusto, che da suo esilio a Praga stava avviando timide trattative per portare la Sassonia fuori dal conflitto. Alla fine il monarca si piegò al dicktat di Napoleone, e confermò la sua adesione alla Confederazione del Reno; disgustato, von Thielemann disertò e passò dalla parte dei coalizzati. Entro il 10 maggio Ney aveva portato il suo corpo oltre l'Elba a Torgau, incorporando nelle sue forze 6000 truppe sassoni ora agli ordini del generale francese Jean Reynier; il corpo di Victor attraversò l'Elba a Wittenberg, mentre Sébastiani era in arrivo da Magdeburgo.
Seguì una fase di stasi nelle operazioni. Wittgenstein non era certo di quale degli attraversamenti francesi a Dresda, Meißen e Torgau fosse quello principale e quali invece semplici finte; alla fine decise di ritirarsi di diversi chilometri più a est per rifugiarsi oltre il corso del fiume Sprea, attestandosi infine a Bautzen il 12 maggio. Qui fu raggiunto dalle unità di Kleist e da 13000 russi di rinforzo arrivati dalla Polonia agli ordini del generale Michael Andreas Barclay de Tolly, che portarono le forze ai suoi ordini a circa 92000 soldati, 4000 cosacchi irregolari e 622 cannoni; Wittgenstein quindi si trincerò in attesa del nemico. Nel frattempo Napoleone aveva dovuto fermare l'avanzata per far rifiatare le sue esauste truppe; privo di adeguata cavalleria, aveva perso il contatto con le forze nemiche e rimase in attesa che la situazione si chiarisse. L'imperatore considerò diversi piani, tra cui l'avanzare verso est in Slesia per occupare Breslavia e il piegare a nord per appoggiare l'avanzata di Ney su Berlino, ma quando il 12 maggio ricevette notizie certe sulla presenza dei russo-prussiani a Bautzen Napoleone decise di concentrare lì tutte le forze disponibili; con l'arrivo di ulteriori rinforzi dalla Francia capitanati dal maresciallo Nicolas Jean-de-Dieu Soult Napoleone aveva ormai più di 200000 uomini schierati nella Sassonia orientale (122000 ai suoi ordini diretti, 84000 con le forze di Ney e Lauriston), il che gli dava un considerevole vantaggio numerico sul nemico.

## La battaglia

### Mosse di avvicinamento

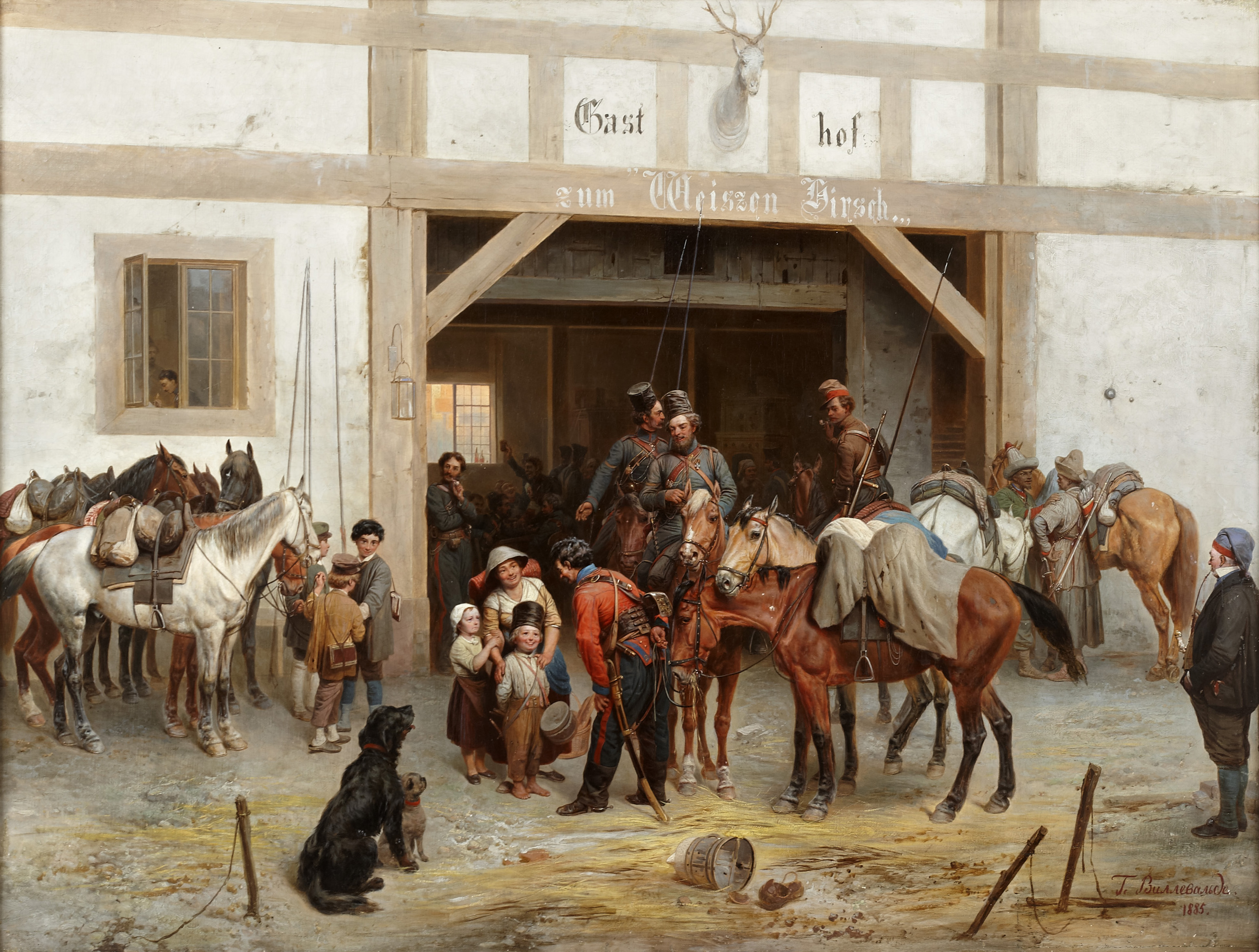
I cosacchi a Bautzen, 1813, quadro di Bogdan Willewalde del 1885

Il 16 maggio l'avanguardia del corpo di Macdonald entrò in contatto con le posizioni dei coalizzati lungo lo Sprea, confermando così a Napoleone la collocazione delle forze di Wittgenstein; il 19 maggio lo stesso imperatore compì una ricognizione delle posizioni occupate dalle truppe russo-prussiane che, sovrastimandole notevolmente, ritenne ammontanti a circa 150000 uomini. Napoleone decise tenere bloccato lo schieramento russo-prussiano con un assalto frontale dei corpi di Macdonald, Marmont e Bertrand mentre il corpo di Oudinot teneva impegnata l'ala sinistra dei coalizzati, ma il colpo decisivo doveva essere sferrato dalle forze di Lauriston e Ney che da nord dovevano calare rispettivamente sull'ala destra e sulle retrovie dell'armata di Wittgenstein, la quale si sarebbe quindi ritrovata accerchiata.
La tempistica era essenziale per la riuscita del piano, ma vari intoppi nelle comunicazioni fecero sì che gli ordini di Napoleone raggiungessero Ney con notevole ritardo, tardando la sua messa in moto; oltretutto, Ney fraintese il suo ruolo e si diresse non a sud verso Bautzen ma a est verso Maukendorf, tardando ulteriormente il suo approccio al campo di battaglia. Il ritardo nella trasmissione delle istruzioni di Napoleone fu ancora più elevato nel caso del corpo di Victor e dei sassoni di Reynier, in marcia sulla scia di Ney: le istruzioni dell'imperatore giunsero con tale ritardo che quando infine i due corpi raggiunsero Bautzen la battaglia era ormai terminata.
Il ritardo di Ney obbligò Napoleone a spostare al 20 maggio l'inizio della progettata battaglia. Ad ogni modo quello stesso 19 maggio si verificarono alcuni scontri preliminari tra le opposte forze: rapporti della ricognizione riferirono di un concentramento di unità francesi sul fianco nord dei coalizzati, e Wittgenstein inviò le truppe russe di Barclay de Tolly e quelle prussiane del generale Ludwig Yorck oltre lo Sprea per attaccarle. Attorno alle 13:00 si sviluppò uno scontro nei pressi del villaggio di Königswartha, a nord di Bautzen: la divisione italiana del generale Luigi Gaspare Peyri, avanguardia del corpo d'armata di Bertrand, fu sorpresa e messa in rotta dai russi di Barclay de Tolly lasciando diversi prigionieri (tra cui lo stesso Peyri) in mano al nemico; alle 15:00 invece fu York a incappare ed essere respinto dall'avanguardia del corpo d'armata di Lauriston, appena sopraggiunto, e alla fine Wittgenstein richiamò i suoi sottoposti al sicuro sulla riva destra dello Sprea.
L'atmosfera al quartier generale dei coalizzati era caotica. Il ruolo di Wittgenstein come comandante supremo era messo in dubbio dalla presenza di Barclay de Tolly, dotato di un'anzianità di servizio maggiore della sua, e apertamente scavalcata dallo zar Alessandro, che pretendeva di dare lui stesso gli ordini. Fu lo zar a convincersi che l'attacco di Napoleone si sarebbe abbattuto sul fianco meridionale dell'armata alleata, onde tagliare le sue comunicazioni con l'Austria, e pertanto ordinò a Wittgenstein di rafforzare l'ala sinistra; questo sguarnì ulteriormente il fianco destro dei russo-prussiani, verso cui stavano convergendo le truppe di Ney.

### Il primo giorno di battaglia

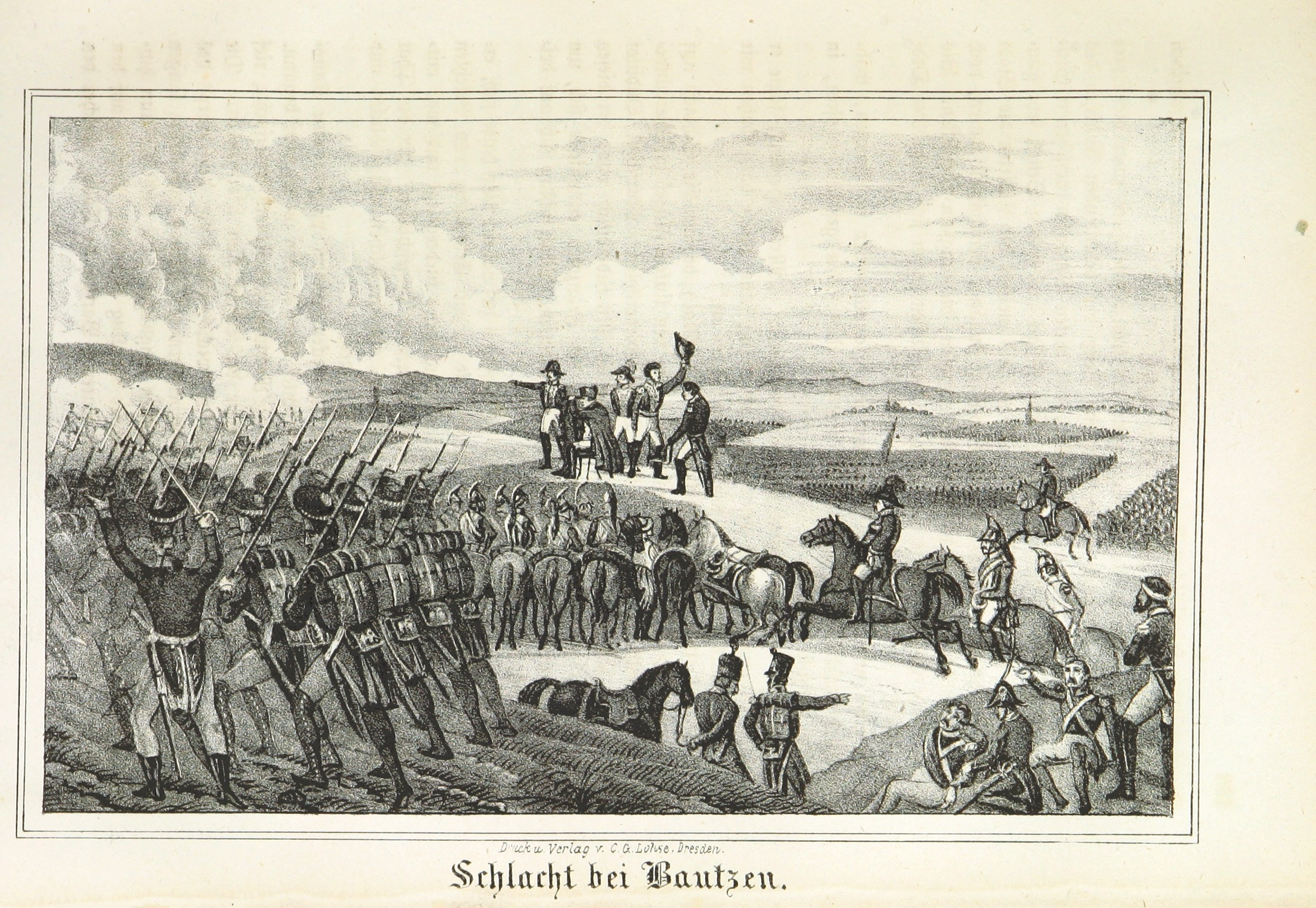
Napoleone guida le forze francesi a Bautzen in una stampa del 1853

Alle 8:00 del 20 maggio Napoleone emanò gli ordini finali per l'attacco, anche se non vi erano notizie certe sulla posizione del corpo di Ney: l'ala sinistra era rappresentata dalle forze di Lauriston (ancora in fase di afflusso), con al centro (da nord a sud) i corpi di Bertrand (ora sostituito nel comando dal maresciallo Soult), Marmont e Macdonald; sulla destra dei francesi si trovava il corpo di Oudinot, mentre la Guardia imperiale era in riserva alle spalle del centro. Il fronte francese copriva un'estensione di più di dieci chilometri. Sull'altro lato dello Sprea i coalizzati erano attestati su due linee di difesa sui due lati dell'abitato di Bautzen, disposte lungo le asperità del terreno e in parte protette da fortificazioni campali. La prima linea vedeva da nord a sud i prussiani di Kleist sulle alture attorno al villaggio di Buck e i corpi russi del principe Eugenio di Württemberg e del generale Michail Andreevič Miloradovič sui due lati di Bautzen, con unità di cavalleria russa a prolungare ulteriormente la linea verso sud. La seconda linea vedeva da nord a sud il corpo russo di Barclay de Tolly e quelli prussiani di Blücher e York, con i russi di Michail Dmitrievič Gorčakov ancora più a sud; la guardia imperiale russa al comando del granduca Costantino costituiva la riserva dell'armata.
Sempre in attesa di Ney, Napoleone iniziò intanto a sviluppare l'azione sul centro e soprattutto sulla sinistra dei coalizzati, onde distoglierne l'attenzione dal loro fianco destro. Precedute da un intenso bombardamento di artiglieria lungo tutta la linea, le forze francesi si misero in marcia nella tarda mattinata: le tre divisioni del corpo di Oudinot attaccarono l'ala sinistra dei coalizzati nella zona del villaggio di Singwitz, conquistandolo alla cavalleria russa che lo difendeva ma venendo infine bloccate da un intenso fuoco di artiglieria; l'obiettivo di Oudinot era stato comunque pienamente raggiunto, perché forti riserve russo-prussiane presero a convergere sull'ala sinistra dell'armata. Al centro, gli uomini del corpo di Macdonald si misero in marcia poco dopo Oudinot con obiettivo l'abitato di Bautzen: la divisione di testa prese intatto il ponte di pietra sullo Sprea ma fu bloccata in scontri all'interno della stessa Bautzen dalle forze russe del generale Miloradovič, mentre le altre due divisioni che tentavano di aggirare la città da sud furono bloccate lungo il fiume.
Alle 13:00 fu Marmont a mettersi in marcia: appoggiato dal fuoco di una "grande batteria" di 60 cannoni il francese respinse gli avamposti lungo lo Sprea dei russi del principe Eugenio e attraversò rapidamente il fiume; una delle divisioni di Marmont piegò a sud e attaccò Bautzen da nord, obbligando infine Miloradovič ad abbandonare la città verso le 16:00. I russi di Miloradovič e del principe Eugenio attuarono una ritirata combattendo sulla seconda linea di resistenza, lungo il crinale tra i villaggi di Auritz e Jenkwitz, portata a termine verso le 18:00; i tentativi francesi di fare pressione in avanti furono tutti respinti. Nel frattempo Soult aveva attaccato il corpo prussiano di Kleist lungo l'ala destra dei coalizzati: intorno alle 19:00, con le sue posizioni a rischio di essere tagliate fuori dalle truppe francesi largamente superiori in numero, Kleist si ritirò sulla seconda linea in direzione del villaggio di Litten.
L'avanzata di Oudinot sulla sinistra impensieriva i generali coalizzati (anche se non lo stesso Wittgenstein, poco convinto che quella fosse la spallata decisiva dei francesi), e alle 19:00 il corpo russo di Gorčakov fu lanciato al contrattacco: le divisioni francesi furono impegnate in duri scontri fin verso le 22:00, quando il buio pose fine alle ostilità. Nel frattempo, il corpo di Ney era finalmente giunto sul campo di battaglia: la sua divisione di testa, la comando del generale Joseph Souham, fu subito lanciata all'attacco e sgombrò dalle avanguardie russe la riva sinistra dello Sprea, apprestandosi per attraversare il fiume la mattina successiva. Il primo giorno di battaglia era stato pesante per le forze francesi, che avevano dovuto lamentare la perdita di 5600 uomini tra morti e feriti; Napoleone però era ora in possesso di ampi tratti della riva destra dello Sprea, e quella sera i genieri francesi lavorarono alacremente per allestire ponti di barche sul fiume in preparazione dell'attacco finale.

### Il secondo giorno di battaglia

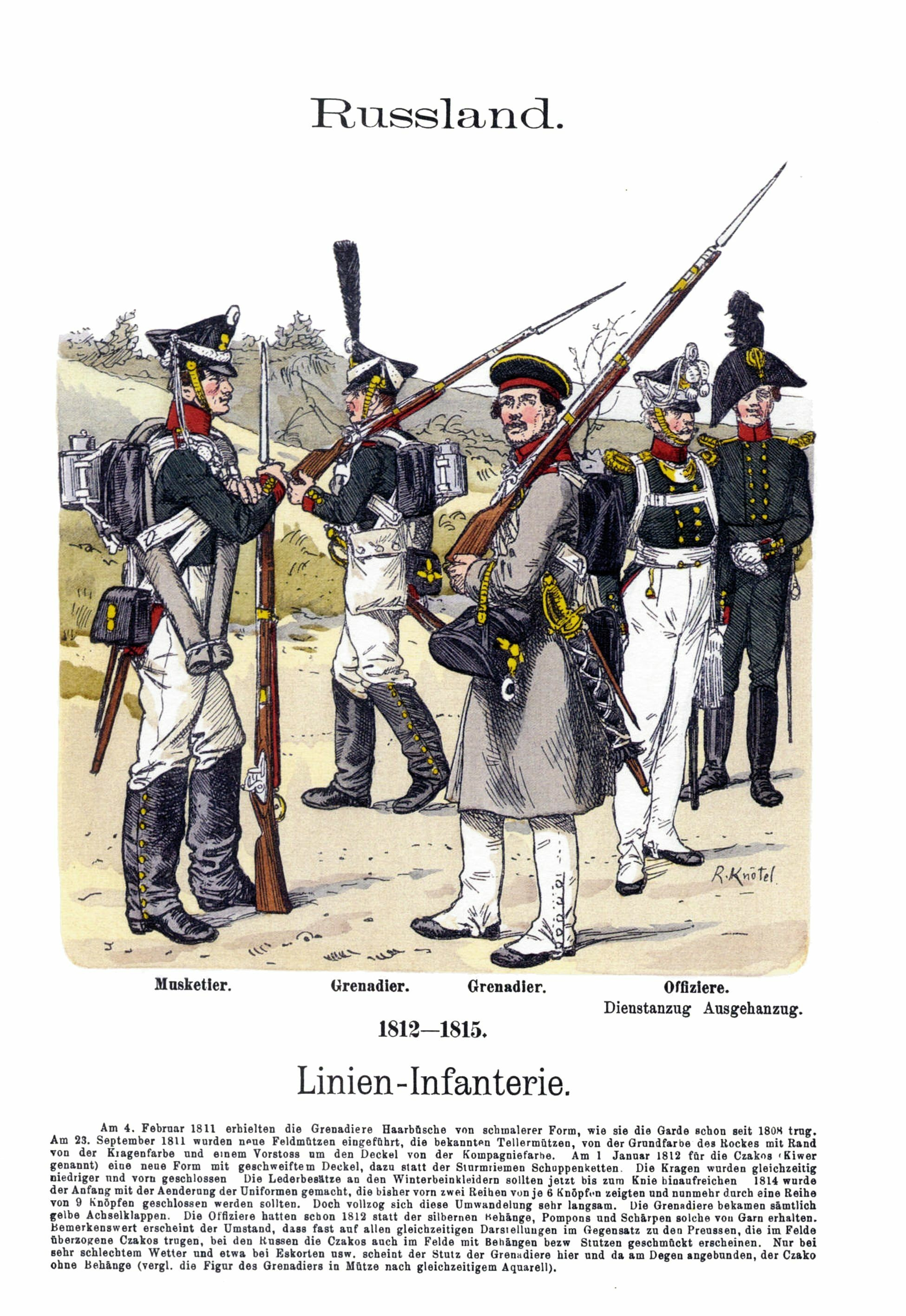
Fanteria di linea russa nel 1812-1814 in una tavola di Richard Knötel

I combattimenti iniziarono presto la mattina del 21 maggio. Intorno alle 05:00, alle prime luci dell'alba, forze russe attaccarono le avanguardie del corpo di Oudinot e le ricacciarono indietro; Napoleone ordinò un immediato contrattacco: come per il giorno prima, Oudinot doveva attirare l'attenzione dei coalizzati e distrarli dall'attacco risolutivo sulla loro ala destra che dovevano scatenare Ney e Lauriston. Superiori in numero, e appoggiate dal corpo di Macdonald con un forte fuoco d'artiglieria, le tre divisioni di Oudinot (comandate dai generali Pacthod, Lorencez e Raglovich) ricacciarono indietro i russi; la divisione di Pacthod assaltò e conquistò il villaggio di Rieschen, mentre poco dopo Lorencez catturò il villaggio di Mehltheuer. Per le 11:00 le unità francesi avevano obbligato al ripiegamento ampi tratti dell'ala sinistra dei coalizzati, infiltrandosi anche alle sue spalle per catturare i villaggi di Pielitz e Gross-Kunitz.
Ancora una volta, lo zar scavalcò l'autorità di Wittgenstein e gli ordinò di inviare altre truppe sull'ala sinistra dell'armata. Dodici battaglioni della Guardia imperiale, truppe d'élite, furono inviati in appoggio del corpo di Miloradovič, che poco dopo le 11:00 contrattaccò con decisione le posizioni di Oudinot: i villaggi di Pielitz e Gross-Kunitz furono riconquistati e la divisione di Lorencez fu messa in rotta, mentre anche il corpo del principe Eugenio si unì all'assalto strappando il controllo del villaggio di Rieschen ai francesi di Pacthod; solo la dura resistenza della divisione bavarese di Raglovich e un attacco d'appoggio del corpo di Macdonald sul fianco settentrionale impedirono un completo collasso del corpo di Oudinot. Il maresciallo si appellò a Napoleone per ricevere rinforzi, ma questi gli rispose che per le 15:00 la battaglia sarebbe stata vinta e che per il momento doveva tenere duro con le truppe che aveva. Oudinot ripiegò su una linea che andava dal villaggio di Ebendorfel a quello di Grubitz, dove resistette agli attacchi russi finché verso le 16:30 questi non si ritirarono.
Nel frattempo, il tanto atteso attacco francese all'ala destra dei coalizzati prese vita: i corpi di Ney e Lauriston si erano intralciati a vicenda nella marcia di avvicinamento, ma alle 06:00 la divisione di testa del corpo di Lauriston, quella del generale Nicolas Joseph Maison, varcò lo Sprea presso il villaggio di Klix e fu subito impegnata in duri scontri con i reparti russi del generale Tschaplitz, attestati nel villaggio di Salga; le altre due divisioni di Lauriston sopravanzarono la divisione di Maison e Tschaplitz, attaccato sul fronte e minacciato di aggiramento sul fianco sinistro, si ritirò sul villaggio di Gotta dietro la protezione del ruscello Cannewitz. Nel frattempo, Ney era in ritardo: alle 07:00 il maresciallo inviò un dispaccio a Napoleone chiedendo conferma dei suoi ordini che prescrivevano un'avanzata verso est via Baruth e Weißenberg, visto che si udivano distintamente rumori di battaglia verso Bautzen e Hochkirch a ovest; temendo che Ney potesse arrivare in ritardo, Napoleone cambiò i suoi piani: al maresciallo fu ordinato di convergere sull'ala destra dei coalizzati a Preititz, mentre Lauriston la aggirava. Al corpo di Soult, fino a quel momento tenuto in disparte, fu ordinato di tenersi pronto ad attaccare per ricongiungersi alle truppe di Ney.

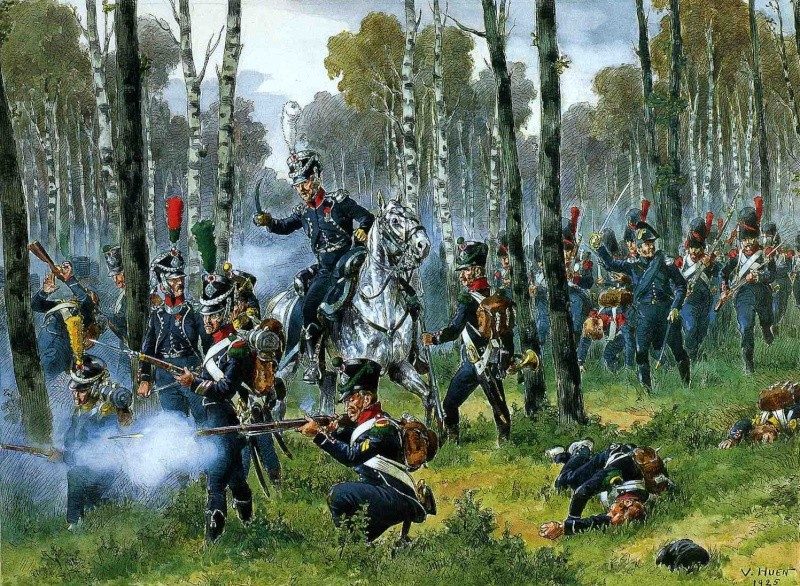
Fanteria leggera francese in azione in un quadro di Victor Huen di inizio XX secolo

Nel mentre, Barclay de Tolly aveva continuato a insistere con il quartier generale per ricevere rinforzi contro l'imminente attacco francese, ma lo zar lo ignorò continuando a mantenere la sua attenzione sul fianco sinistro. Prima che qualsiasi aiuto potesse arrivare, i corpi di Lauriston e Ney attaccarono in massa le posizioni di Barclay de Tolly: soverchiati, i russi ripiegarono su Preititz e Buchwalde dove il terreno paludoso e il corso del ruscello Blossaer Wasser li aiutarono a trattenere il nemico. Ney attaccò Preititz espugnando il villaggio verso le 11:00, ma la sua richiesta di appoggio inviata a Lauriston fu ignorata da quest'ultimo e rinforzi russi ripresero Preititz poco dopo; solo a questo punto Lauriston venne in aiuto di Ney. Seguì una feroce lotta per la conquista del villaggio di Preititz, che non fece altro che distrarre Ney e Lauriston dal loro vero obiettivo: convergere alle spalle della linea nemica a Hochkirch e tagliare la via di ritirata ai russo-prussiani.
Le unità francesi schierate al centro erano rimaste sulle loro posizioni per tutta la mattina, con solo alcuni attacchi del corpo di Marmont volti più che altro a tenere impegnato il nemico; i rumori dei combattimenti provenienti da Preititz confermarono a Napoleone che Ney era finalmente entrato in battaglia, ma l'attacco d'appoggio del corpo di Soult si faceva attendere perché le truppe del maresciallo erano ancora in gran parte sulla riva sinistra dello Sprea e la costruzione di ponti nella zona era resa difficoltosa dalla profondità del fiume. Solo alle 13:00 Soult poté partire all'attacco dei prussiani di Blücher: si svilupparono feroci scontri nella zona del villaggio di Plislowitz, ma quando alle 14:00 Napoleone inviò una batteria di 60 cannoni in appoggio di Soult i prussiani furono costretti a ripiegare; ad ogni modo, Blücher si attestò su una posizione secondaria a Klein Burschwitz impedendo un completo sfondamento della linea dei coalizzati. Attacchi d'appoggio dei corpi di Marmont e Macdonald sul fianco meridionale di Soult furono efficacemente rintuzzati dai russi di Miloradovič, rinforzati dalla cavalleria e dall'artiglieria della guardia russa.
Napoleone fece entrate in azione la sua guardia imperiale sul fianco sinistro di Blücher, che iniziò a ritirarsi verso le 15:00 seguito ben presto dal reso dell'armata dei coalizzati. Quando infine le unità di Soult si ricongiunsero al corpo di Ney nei pressi di Klein Burschwitz i russo-prussiani si erano ormai sottratti a qualsiasi accerchiamento, ripiegando con ordine verso est in direzione di Weißenberg e Löbau. La carenza di cavalleria, lo scoppio di un violento temporale e la stanchezza per la dura battaglia impedirono ai francesi di mettere in atto un efficace inseguimento del nemico, e lo scontro andò spegnendosi.

## Conseguenze

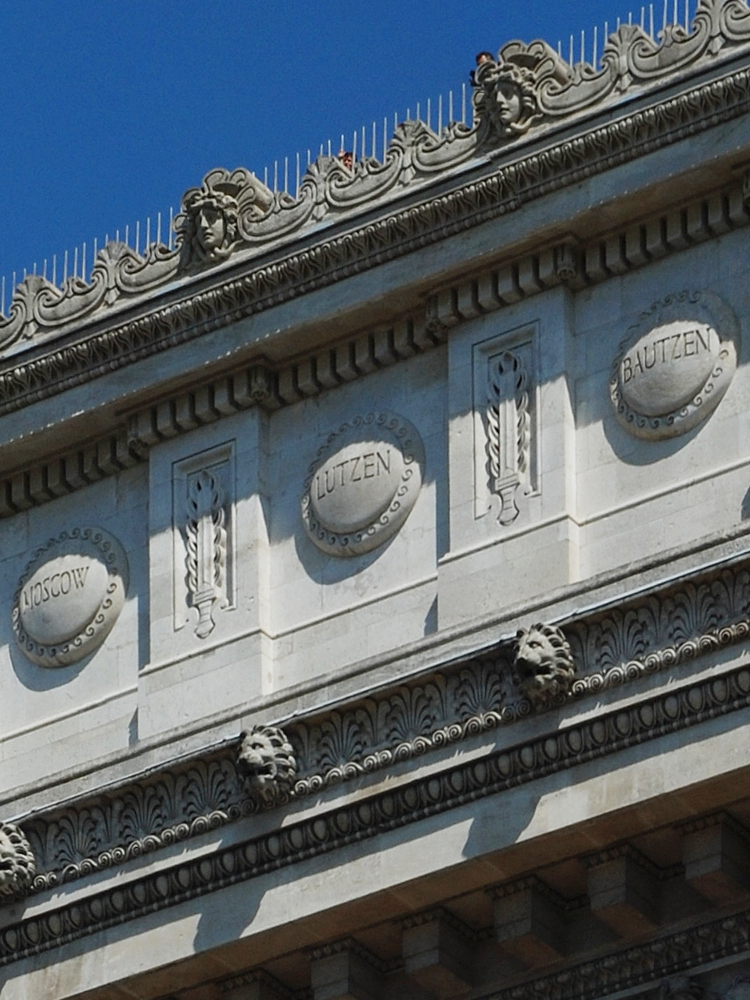
Le iscrizioni nell'Arco di Trionfo di Parigi dedicate alle battaglie della Moscova, di Lützen e di Bautzen

I due giorni di battaglia a Bautzen furono molto costosi per la Grande Armata napoleonica, che dovette registrare la perdita di 25000 uomini tra morti e feriti; di contro, i russo-prussiani lamentarono la perdita di 10850 tra morti e feriti: Napoleone riportò più del doppio delle perdite solo per vedere il nemico ritirarsi con ordine dal campo di battaglia, una nuova "vittoria di Pirro" che bissava il risultato della battaglia di Lützen di un mese prima. Napoleone si lasciò sfuggire dalle mani una vittoria decisiva; come scrisse David G. Chandler, «Bautzen avrebbe potuto essere la battaglia napoleonica per eccellenza, se non fosse stato per gli errori di Ney, la lentezza di Lauriston e la mancanza generale di cavalleria che rese impossibile un efficace sfruttamento». La mancanza di una guida chiara e i dissidi in seno all'alto comando avevano quasi portato al disastro l'armata dei coalizzati, la quale tuttavia era sopravvissuta a un'altra grande battaglia campale contro Napoleone continuando così a rappresentare un simbolo della loro determinazione a battersi contro la Francia.
Con la sua autorità distrutta, Wittgenstein rassegnò le dimissioni da comandante in capo il 26 maggio e fu sostituito dal generale Barclay de Tolly; l'intenzione del nuovo comandante era quella di ripiegare molto più a est fino alle basi russe in Polonia, anche se Blücher e i prussiani, riluttanti ad abbandonare la loro madrepatria, riuscirono a convincerlo a dirigersi sulla Slesia, onde non allontanarsi troppo dal confine con la sempre più amichevole Austria. Napoleone tentò di tenere dietro ai coalizzati in ritirata, e un nuovo scontro si accese subito il 22 maggio; la battaglia di Reichenbach fu una nuova inutile vittoria dei francesi: la retroguardia russa guidata dal principe Eugenio fu agganciata in battaglia, ma dopo uno scontro durato tutto il giorno poté continuare la sua ritirata. Nuove scaramucce tra inseguitori e inseguiti si verificarono il 24 maggio a Siegersdorf, mentre il 26 maggio la divisione del generale Maison, avanguardia delle forze di Napoleone, cadde in un'imboscata della cavalleria prussiana e fu messa in rotta nel corso della battaglia di Haynau.
Per i primi di giugno i russo-prussiani si erano rifugiati al sicuro in Slesia, attestandosi oltre il corso del fiume Katzbach nei pressi di Schweidnitz dove, soprattutto per insistenza dei due monarchi, si prepararono a una nuova battaglia. L'armata di Napoleone era un poco più a nord-ovest, andando a occupare il 1º giugno la città di Breslavia. La posizione dei coalizzati a Schweidnitz era piuttosto sfavorevole, ma Napoleone non aveva un'idea esatta della collocazione delle forze nemiche e le truppe francesi necessitavano più che mai di un periodo di riposo e riorganizzazione dopo un mese di marce forzate e battaglie campali. Su suggerimento di inviati austriaci, le due parti siglarono un cessate il fuoco il 2 giugno, trasformato poi il 4 giugno seguente in un vero e proprio armistizio. Le due parti avviarono trattative di pace rivelatesi ben presto sterili di risultati, mentre l'Austria e la Svezia andavano ad aggiungersi apertamente ai membri della coalizione anti-napoleonica; la pausa servì ai due contendenti solo per radunare nuove truppe, e il 16 agosto i combattimenti ripresero in tutta la loro intensità.